# 山崎安雄
山崎 安雄（やまざき やすお、1910年1月12日 - 1964年7月3日）は、日本の出版者、評論家。

## 生涯
埼玉県熊谷生まれ。旧制埼玉県立熊谷中学校を経て、同志社大学予科中退、文化学院文学部卒業。1938年毎日新聞社入社。出版局図書編集部勤務、出版局参事。出版をめぐる著作を多く書いた。

## 著書
- 『著者と出版社』学風書院 1954
- 『著者と出版社 第二』学風書院 1955
- 『人情記者失格す』法学書院 1955
- 『日本雑誌物語』アジア出版社 1959
- 『岩波茂雄』時事通信社 時事新書 1961
- 『ベストセラー作法』白凰社 1961
- 『岩波文庫物語』白凰社 1962
- 『岩波文庫をめぐる文豪秘話 漱石・鴎外・茂吉・露伴・寅彦』出版ニュース社 1964 読書人シリーズ
- 『春陽堂物語 春陽堂をめぐる明治文壇の作家たち』春陽堂書店 1969

## 編纂
- 金子和代『エミーよ 愛の遺書』日本織物出版社 1954
- 宇野政二『壁の中の青春 若き未決囚の手記』鱒書房 1955

## 参考
- 鈴木徹造『出版人物事典』出版ニュース社 1996